# Germaine Van Dievoet

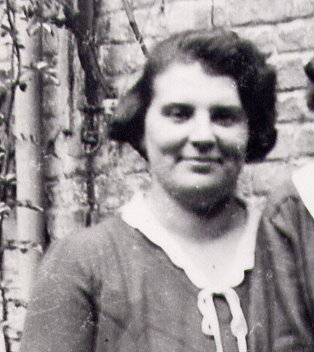
Germaine van Dievoet

Germaine Van Dievoet (* 26. September 1899 in Brüssel; † 30. Oktober 1990 in Uccle) war eine belgische Schwimmerin. Sie war die Tochter des Architekten Henri van Dievoet (1869–1931).
Germaine Van Dievoet war eine von den zehn jungen belgischen Mädchen, die bei den Olympischen Sommerspielen von 1920 in Antwerpen teilnahmen.